# Канальный район Слусехольмен
Канальный район Слусехольмен (дат. Sluseholmen Kanalby) — жилой комплекс на полуострове Слусехольмен в районе Южной гавани (дат. Sydhavnen) Копенгагена. Один из немногих современных районов мира, пронизанных водными каналами и единственный такой в Копенгагене. Комплекс состоит из 1350 квартир на восьми искусственных островах, разделенных вырытыми каналами. На каждом острове есть четырех-семиэтажный дом, окружающий закрытый двор с открытым доступом. Здания часто стоят прямо у каналов, в то время как мосты, причалы и гхаты имеют прямой контакт с водой.
Проект был разработан датской архитектурной фирмой Arkitema в сотрудничестве с голландским архитектором Шёрдом Соетерсом. Для обеспечения разнообразности городского ландшафта, фасады отдельных таунхаусов были разработаны с помощью 20 различных архитектурных практик.

## История
Полуостров Слусехольмен, на котором сейчас располагается район, использовался для размещения тяжелой промышленности, включая автомобильный завод Ford. Когда этот район лишился промышленности, был разработан план по развитию канального района. Этот район — результат сотрудничества Шёрда Соетерса, архитектурной фирмы Arkitema, порта Копенгагена и администрации города Копенгаген. Строительство началось в 2004 году, первые жители прибыли в 2007 году, а к 2008 году было завершено строительство нового района.

## Архитектура
Общая концепция района была разработана Шёрдом Соетерсом и архитектурной фирмой Arkitema. Концепция была вдохновлена искусственным островным жилым комплексом в Амстердаме. Arkitema также разработала структуру внешнего вида зданий. Чтобы обеспечить разнообразием городской пейзаж района, проект сделали подобным местной архитектуре Копенгагена 1900-х годов. Фасады отдельных таунхаусов были спроектированы 20 различными датскими архитектурными фирмами. Arkitema составила список правил, регулирующих используемые материалы, цвета и пропорции фасадов. Было также решено, что по крайней мере пять различных фирм должны были быть вовлечены в проектирование каждого острова. В результате получился живой и творческий блок корпуса, весьма разнообразный по внешнему виду.